# Rapports préfabriqués
Pour plus de détails, voir Fiche technique et Distribution.
Rapports préfabriqués (Panelkapcsolat) est un film hongrois réalisé par Béla Tarr, sorti en 1982.

## Synopsis
Le quotidien d'un couple qui s'aime chaque jour un peu moins...

## Fiche technique
- Titre français : Rapports préfabriqués
- Titre hongrois : Panelkapcsolat
- Réalisation : Béla Tarr
- Scénario : Béla Tarr
- Photographie : Barna Mihok
- Musique :
- Son :
- Décors :
- Costumes :
- Production : Mafilm / Bela Balazs Studio
- Durée : 102 minutes
- Pays d'origine :  Hongrie
- Année de réalisation : 1982
- Sortie en salles en France :
- Genre : Film dramatique

## Distribution
- Róbert Koltai : L'homme
- Judit Pogány : La femme

## Distinction
- Mention spéciale à l'édition 1982 du festival international du film de Locarno.